# Покровка (Безенчуцький район)
Покровка (рос. Покровка) — село в Безенчуцькому районі Самарської області Російської Федерації.
Населення становить 340 осіб. Входить до складу муніципального утворення сільське поселення Звізда.

## Історія
Населений пункт розташований у межах українського етнічного та культурного краю Жовтий Клин.
Від 2005 року входило до складу муніципального утворення сільське поселення Звізда.

## Населення
| 2010 | 2012 | 2013 | 2014 | 2015 | 2016 |
| ---- | ---- | ---- | ---- | ---- | ---- |
| 305  | ↘299 | ↘297 | ↗305 | ↗367 | ↘340 |